# Istituto Robert Koch
L'Istituto Robert Koch (in tedesco Robert Koch-Institut, abbreviato RKI) è un'organizzazione responsabile per il controllo e la prevenzione delle malattie infettive in Germania, facente parte del Ministero federale della salute tedesco. La sua sede principale è a Berlino, nel quartiere Wedding, e una succursale si torvoa a Wernigerode.

## Storia
L'istituto fu fondato dal premio Nobel Robert Koch, considerato, con Louis Pasteur, il padre della moderna batteriologia, nel 1891 col nome di "Preußisches Institut für Infektionskrankheiten". All'inizio l'istituto si stabilì in un immobile residenziale riconvertito che si trovava in Schumannstraße, fu nel 1900 che si trasferì a Nordufer, quella che è considerata la sede storica. Nel 1904 Koch abbandonò la direzione dell'istituto e l'anno dopo ottenne il Premio Nobel per la scoperta dell'agente patogeno della tubercolosi. Nel 1912, in occasione del 30º anniversario della scoperta del batterio della tubercolosi, l'istituto fu intitolato a Robert Koch.
L'Istituto nel 1917 viene affidato al controllo di Fred Neufeld. Nel 1960 l'istituto iniziò a produrre l'unico vaccino contro la febbre gialla autorizzato dall'Organizzazione mondiale della sanità in Germania.
Nel 2001 il cancelliere Gerhard Schröder crea una cellula, all'interno dell'istituto, che si occupa di bioterrorismo. Dal 2007 il RKI è ufficialmente incaricato del monitoraggio sanitario. L'istituto raccoglie quindi continuamente dati sull'incidenza delle malattie e sul comportamento a rischio tra tutte le fasce d'età della popolazione in Germania.